# スレイマン・コネー
スレイマン・コネー（Souleymane Koné、1996年5月1日 - ）は、コートジボワールのグラン・バッサム出身のサッカー選手。SKNザンクト・ペルテン所属。ポジションはディフェンダー。

## 経歴
コートジボワール・プレミア・ディビジョンに属するASECミモザのアカデミーでサッカーを始め、2012年にブルガリアのPFC CSKAソフィアのアカデミーに移籍する。
2015年2月、アルメニア国内トップリーグのアルメニア・プレミアリーグに属するFCアララト・エレバンに移籍する。2シーズンに渡り主力選手してプレーする。
2017年1月、スウェーデン1部アルスヴェンスカンに属するユールゴーデンIFに移籍。
2018年1月、スロバキアのFC DAC 1904ドゥナイスカー・ストレダに1年半レンタル移籍し、フォルトゥナ・リーガ（1部）で25試合に出場する。レンタル終了後は、スウェーデンのユールゴーデンIFには復帰せず、2019年7月にベルギー2部リーグのKVCウェステルローに移籍する。新型コロナウイルス感染症の世界的流行 (2019年-)によりリーグが中断されたため、11試合の出場に留まった。
2021年1月、ポーランドのヴィスワ・クラクフに移籍し、1部リーグのエクストラクラサで7試合に出場する。
2022-23シーズン、オーストリア・ブンデスリーガ2部のSKNザンクト・ペルテンに2024年6月までの契約で完全移籍する。2022-23シーズンは開幕当初からほぼフル出場を果たしていたものの、靭帯断裂の怪我で2022年9月から離脱。2023年5月7日のリーグ戦で復帰した。

## タイトル
ユールゴーデンIF
- スウェーデンカップ 優勝:1回（2018）